# Fondazione Arturo Toscanini
La Fondazione Arturo Toscanini, che ha sede a Parma, è una istituzione musicale della Regione Emilia-Romagna. È stata costituita nel 1994 per iniziativa della stessa Regione, del Comune e della Provincia di Parma e rappresenta la naturale evoluzione dell’omonima Associazione costituita nel 1975 dai Comuni e dalle Province dell’Emilia-Romagna e riconosciuta dallo Stato nel gennaio 1977. 
Oggi una delle maggiori e più dinamiche Istituzioni musicali italiane, attiva nel campo della produzione sinfonica, della produzione lirica e della formazione professionale dei giovani nelle arti e nei mestieri dello spettacolo, la Fondazione porta il nome di Arturo Toscanini, onorandone il lascito artistico e la tradizione di eccellenza esecutiva, ed ha sede a Parma, città natale del grande direttore d’orchestra. Essa si presenta oggi, dopo un periodo di costante crescita produttiva ed artistica, con una dimensione operativa ed una struttura organizzativa che permettono la realizzazione di un’attività costituita ogni anno in media da oltre 100 concerti sinfonici e 40 rappresentazioni liriche. 
La Fondazione dispone, per la realizzazione dei propri programmi, di due diversi complessi artistici, attivi su base annuale: la Filarmonica Arturo Toscanini, destinata all’esecuzione del grande repertorio sinfonico con la presenza dei maggiori solisti e direttori d’orchestra internazionali; l'Orchestra dell'Emilia Romagna Arturo Toscanini, che agisce tanto nell’attività concertistica regionale che nelle produzioni operistiche. 
Le sue orchestre sono ospiti dei maggiori teatri regionali e nazionali e tengono importanti tournée all’estero. Le sue passate produzioni operistiche, affidate a registi di grande fama quali ad esempio Franco Zeffirelli e Pier Luigi Pizzi, hanno visto la presenza degli artisti più prestigiosi e sono state successivamente presentate nelle più importanti città italiane, nonché all’estero. La Fondazione, inoltre, collabora a livello produttivo con alcune delle maggiori istituzioni teatrali italiane e straniere.
La sua compagine sociale vede la partecipazione di alcuni dei più importanti Enti pubblici dell’Emilia-Romagna (molti dei quali sono sedi dell’attività) ed è stata via via allargata a numerosi soggetti privati, quali ad esempio le Fondazioni bancarie di Parma, secondo le linee di sviluppo tracciate dalla più recente normativa nazionale in materia di ordinamento degli enti musicali.
La Fondazione Arturo Toscanini opera con il contributo del Ministero della Cultura, che la riconosce quale Istituzione Concertistico Orchestrale nazionale, della Regione Emilia-Romagna e di numerosi enti pubblici e privati.
A partire dal gennaio 2017 si trasferisce nella sua nuova e polifunzionale sede produttiva, il Centro di Produzione Musicale “Arturo Toscanini”, che sorge all’interno del Parco della Musica di Parma (ex Eridania), a pochi metri dall’Auditorium Paganini, sede dei propri concerti. Il Centro, che vanta due grandi sale prove, cinque sale studio, una sala conferenze, spazi per uffici e magazzini, può ospitare attività convegnistica e comprende anche la Sala Ipogea, con 350 posti a sedere, che lo collega direttamente all’Auditorium.
La Fondazione Arturo Toscanini dal 2006 ha avviato il progetto Educational Archiviato il 1º maggio 2016 in Internet Archive. che realizza laboratori didattico musicali in collaborazione con le scuole emiliano-romagnole e coinvolge ogni anno più di ventimila studenti.
È considerata dall'Eurispes tra le 100 eccellenze italiane.
Nel 2024 Ruben Jais è stato nominato Sovrintendente e Direttore Artistico della Fondazione.

## Storia
I documenti storici attestano l’esistenza di un’orchestra in piena attività a Parma fin dai Farnese e dai Borboni. Il 10 maggio 1975 nasce l’Orchestra Stabile dell’Emilia-Romagna che nel 1977 ottiene il riconoscimento di Istituzione Concertistico Orchestrale, ed è nel 1982, in occasione delle manifestazioni per i venticinque anni dalla scomparsa di Toscanini, che l’Orchestra prende il nome di Orchestra Sinfonica dell’Emilia-Romagna Arturo Toscanini.
I 65 professori stabili e un’orchestra di ragazzi realizzano un’intensa attività in Italia e all’estero sotto la guida di grandi direttori come Soudent, Bellugi, Gavazzeni, Delman. È del 1985 il primo concorso di direzione d’orchestra Arturo Toscanini dedicato ai giovani futuri direttori.
Nuove sono le esigenze nel mondo musicale. Nasce nel 1994 la Fondazione Arturo Toscanini. L’orchestra viene dotata di un organismo gestionale più efficace che ridà slancio alle attività gestendo teatri nel territorio e avviando un nuovo settore produttivo: quello lirico.
Le attività si moltiplicano e nasce l’esigenza di distinguere le attività in regione da quelle in giro per il mondo. Nasce così nel 2002 la Filarmonica Arturo Toscanini, che debutta al Festival di Strasburgo sotto la guida di Lorin Maazel. La Filarmonica intraprende un’attività sinfonica brillantissima sotto la guida di direttori e solisti di assoluta fama internazionale.
Superate alcune difficoltà e strutturato un nuovo assetto dirigenziale, la Fondazione si presenta nel 2006 con nuovi obiettivi e una nuova strategia produttiva che mira da un lato a snellire le attività avvalendosi della collaborazione con i teatri della regione, dall’altro a creare osmosi e complementarità tra la Filarmonica e l’Orchestra Regionale dell’Emilia-Romagna rendendole di fatto due articolazioni di un medesimo organismo sinfonico.
La Filarmonica viene destinata all’esecuzione del grande repertorio sinfonico, mentre l’Orchestra Regionale viene dedicata alla promozione della cultura musicale sul territorio, dell’attività lirica e della formazione del pubblico.
In occasione dei 150º anniversario della nascita di Arturo Toscanini, il 25 marzo 2017 la Fondazione Arturo Toscanini inaugura la sua nuova sede: il Centro di Produzione Musicale “Arturo Toscanini”.
In collaborazione con il Comune di Parma e altri enti italiani, la Fondazione Toscanini fa parte del comitato esecutivo per le Celebrazioni del 150º anniversario della Nascita di Arturo Toscanini e si propone di diffondere e valorizzare tutte le iniziative organizzate a livello nazionale dedicate al Maestro.